# Ctenomys osvaldoreigi
Ctenomys osvaldoreigi és una espècie de mamífer rosegador de la família dels ctenòmids. És endèmic de la província de Córdoba (Argentina), on viu a altituds de més de 2.000 msnm. El seu hàbitat natural són els herbassars d'altiplà. Està amenaçat pels incendis i el pasturatge de bestiar.
Aquest tàxon fou anomenat en honor del biòleg i paleontòleg argentí Osvaldo Reig.